# Joseph Facal
Pour les articles homonymes, voir Facal.
Joseph Facal (12 mars 1961 à Montevideo) est un politologue, sociologue, chroniqueur, romancier et un homme politique québécois d'origine uruguayenne.
Son travail universitaire s'est déployé dans les domaines de l'administration publique et de la sociologie des organisations. Dans ses prises de positions publiques, il prône la souveraineté du Québec, la défense de l'identité culturelle et de la mémoire historique du Québec francophone, et la modernisation du modèle québécois de développement. Avant d'intégrer le milieu universitaire, il a aussi eu un important parcours politique. Après sa retraite de la vie politique et parallèlement à son activité universitaire, il a longuement commenté la vie publique québécoise dans divers médias et continue à le faire. Il s'est aussi récemment tourné vers le roman.

## Biographie

### Premières années
Né à Montevideo en Uruguay le 12 mars 1961, fils de José Facal, chirurgien, et de Ruth Cristobal, travailleuse sociale, Joseph Facal est arrivé au Québec en 1970.
Après avoir fait ses études secondaires au collège Stanislas et au Collège des Jésuites à Québec (aujourd'hui Saint-Charles-Garnier), il a fait ses études collégiales au Cégep Garneau. Il a obtenu ensuite un baccalauréat en science politique de l’Université du Québec à Montréal, une maîtrise dans cette même discipline à l'Université de Montréal (1986), et un doctorat en sociologie de l'Université de Paris-Sorbonne (Paris IV) en 1993. Sa thèse de doctorat, rédigée sous la direction de Raymond Boudon, comparait l'avènement du régime public d'assurance-maladie au Québec et du Medicare aux États-Unis.
Candidat défait du Parti québécois dans la circonscription de Dorion en 1989, il occupa ensuite plusieurs fonctions électives au sein du Parti québécois.

### Député et ministre
Élu député de Fabre, à Laval, à l'élection de 1994, puis réélu en 1998.
D’abord président de la Commission de l'Éducation de l'Assemblée nationale de décembre 1994 à mars 1996, il est ensuite adjoint parlementaire du Premier ministre du Québec, monsieur Lucien Bouchard, de janvier 1996 à septembre 1998.
Pendant cette période, il présida le Groupe de travail sur l'examen des organismes gouvernementaux dont les recommandations aboutirent au regroupement et à l’abolition de plusieurs organismes gouvernementaux. Les principales retombées furent la création de l’Institut de la statistique du Québec et l’intégration, au sein d’une nouvelle Société générale de financement (SGF), de SOQUIP, Soquem, Soquia et Rexfor.
Nommé ministre délégué aux Affaires intergouvernementales canadiennes en septembre 1998, il occupe cette fonction jusqu’en janvier 2002. À ce titre, il fit adopter par l’Assemblée nationale du Québec la loi sur l'exercice des droits fondamentaux et des prérogatives du peuple québécois et de l'État du Québec (loi 99). Cette loi réaffirme les principes fondamentaux sur lesquels repose la démocratie québécoise et la souveraineté de l’État du Québec dans tous ses domaines de compétence, et se veut une réponse à la loi fédérale donnant effet à l’exigence de clarté formulée par la Cour suprême du Canada dans son avis sur le Renvoi sur la sécession du Québec (loi C-20).
De mars 2001 à janvier 2002, il est ministre des Relations avec les citoyens et de l’Immigration. Dans la foulée des événements du 11 septembre 2001, il fit resserrer les modalités de gestion de l’identité, notamment la délivrance des documents de l’état civil. Il lança aussi deux projets pilotes visant à faciliter l’accès des immigrants aux professions et aux métiers régis.
Nommé ensuite président du Conseil du trésor et ministre d’État à l’Administration et à la Fonction publique en janvier 2002, il occupe cette charge jusqu’en avril 2003. Il lança notamment un plan d’action visant le renouvellement et la diversification de la fonction publique, et fit aussi préparer un plan d’allègement des structures gouvernementales et d’assouplissement des politiques de gestion.
Il termina son mandat, mais ne fut pas candidat à l'élection de 2003.

### Après la politique
Joseph Facal est aujourd’hui professeur honoraire à HEC Montréal où il enseigna longtemps la sociologie, l'administration publique et le management. Il est également chroniqueur pour Le Journal de Montréal et Le Journal de Québec. Jusqu'à l'été 2016, il fut aussi chroniqueur radiophonique pour diverses émissions radiophoniques matinales à Radio-Canada. Il fut également collaborateur à l’émission de télévision Bazzo.tv., diffusée par Télé-Québec, depuis ses débuts jusqu'à sa fin. Il fut par ailleurs l’un des signataires du Manifeste pour un Québec lucide. Joseph Facal a fait également partie du Groupe de travail sur la tarification des services publics, créé à l'initiative du gouvernement du Québec, qui proposait une nouvelle politique de tarification fondée sur l'élargissement du principe de l'utilisateur-payeur et dont le rapport fut rendu public en 2008.
De 2003 à 2005, il fut aussi chroniqueur pour le journal Les Affaires et, de 2003 à 2006, à l’émission radiophonique Indicatif Présent, diffusée sur les ondes de Radio-Canada.
Joseph Facal a appuyé Pauline Marois contre André Boisclair dans la course à la direction du Parti québécois, à la suite du départ de Bernard Landry en 2005. Il donna aussi son appui à Jean-François Lisée lors de la course à la direction du PQ de 2016.
Une partie de la vie de Joseph Facal est racontée dans le documentaire Les Héritiers du mouton noir de Jacques Godbout.
En 2023 et 2024, il a fait paraître le premier des deux tomes d'un roman intitulé Si tu vois mon pays (tome 1 : « La tempête », tome 2 : « Le châtiment »).
Il est marié et père d'un garçon et d'une fille. Il est aussi le frère de l'auteur-compositeur-interprète québécoise Carole Facal.

## Citation
- « Arrive une nouvelle génération qui, elle, n'a pas grandi dans les dogmes de la Révolution tranquille, alors il est tout à fait normal et même inévitable que les jeunes d'aujourd'hui portent un jugement un peu plus distant et parfois même un peu plus critique sur quelque chose qu'ils n'ont pas eux-mêmes contribué à bâtir, ce qui ne veut pas dire qu'ils n'en reconnaissent pas les bienfaits. »
- Citation sur la question nationale : « Partons d’où les Québécois sont en ce moment et non d’où nous voudrions qu’ils soient. »

## Publications
- 2024, Si tu vois mon pays, tome 2 : « Le châtiment », Montréal, Hurtubise, 614 pages.
- 2023, Si tu vois mon pays, tome 1 : « La tempête », Montréal, Hurtubise, 592 pages.
- 2013, Introduction socio-historique au Québec économique, politique et culturel, Montréal, JFD, 219 pages[2].
- 2011, Une année en Espagne, Montréal, VLB, 160 pages  (ISBN 9782896492916)[3]
- 2010, Quelque chose comme un grand peuple. Essai sur la condition québécoise, Montréal, Boréal[4]
- 2010, Comprendre et influencer les gouvernements, Montréal, Transcontinental[5]
- 2008, Qui a raison ? Lettres sur l'avenir du Québec, avec André Pratte, Montréal, Boréal[6]
- 2006, Volonté politique et pouvoir médical. La naissance de l'assurance maladie au Québec et aux États-Unis, Montréal, Boréal[7]
- 2001, Le déclin du fédéralisme canadien, Montréal, VLB éditeur[8]

## Prix et distinctions
- 2007 - Médaille de l'Assemblée nationale[9]
- 2007 - 2e prix de la présidence de l'Assemblée nationale pour le livre Volonté politique et pouvoir médical : la naissance de l'assurance-maladie au Québec et aux États-Unis[10].
- 2009 - 3e prix de la présidence de l'Assemblée nationale pour le livre Qui à raison? Lettres sur l'avenir du Québec[10]
- 2009 - Médaille de l'Assemblée nationale[11]